# كونغريسو (جزيرة)
جزيرة كونغريسو (بالإسبانية: Isla del Congreso) جزيرة إسبانية تقع في البحر الأبيض المتوسط، هي إحدى الجزر الثلاثة المكونة لأرخبيل جزر إشفارن.
تبلغ مساحة جزيرة كونغريسو 0,256 كم² وهي غير مأهولة بالسكان.